# Екатерина II
Екатерина II (на руски: Екатерина II), родена София Августа Фредерика фон Анхалт-Цербст (на немски: Sophie Auguste Friederike von Anhalt-Zerbst-Dornburg), с православно име Екатерина Алексеевна (на руски: Екатерина Алексе́евна), още приживе известна като Екатерина II Велика е императрица и самодържица на Русия от 1762 г. до смъртта си.
Дъщеря е на принцесата на Шлезвиг-Холщайн-Готорп и княза на Анхалт-Цербст, Екатерина II идва на власт в резултат на дворцов преврат, който сваля от престола нейния непопулярен съпруг Петър III.
Епохата на Екатерина II е белязана от максималното поробителство на селяните и всестранното разширяване на привилегиите на благородническото съсловие.
При Екатерина Велика границите на Руската империя са значително разширени на запад (Поделби на Жечпосполита) и на юг (анексиране на Новорусия, Крим и отчасти Кавказ).
При Екатерина II системата на управление е реформирана за пръв път след управлението на Петър I.
В културно отношение Русия най-накрая се превръща в една от водещите европейски сили, като значителна заслуга за това има самата императрица, която е любител на литературната дейност, събира шедьоври на живописта и си кореспондира с френски просветители. Като цяло политиката на управление на Екатерина II Алексеевна често е наричана „Златен век“ и е сочена като пример за просветен абсолютизъм.
Пълната титла на императрица Екатерина II е С Божията милост, Ние, Екатерина Втора, императрица и самодържица всерусийска, московска, киевска, владимирска, новгородска, царица казанска, царица астраханска, царица сибирска, господарка псковска и велика княгиня смоленска, княгиня естландска, лифландска, карелска, тверска, югорска, пермска, вятска, българска и други, господарка и велика княгиня новгородска, на ниските земи, черниговска, рязанска, ростовска, ярославска, белозерска, удорска, обдорска, кондийска и на всички северни земи повелителка, и господарка на иверските земи, на карталинските и на грузинските царе и на кабардинските земи, на черкаските и на горските князе и на други, наследствена господарка и притежателка.

## Ранни години
Принцеса София Августа Фредерика фон Анхалт-Цербст е родена на 2 май* 1729 г. в Щетин (днес Шчечин), Померания. Тя произхожда от второстепенен немски княжески род и е братовчедка на шведските крале Густав III и Карл XIII. Баща ѝ, Христиан Август фон Анхалт-Цербст (принц Анхалт-Цербст), е назначен от краля на Прусия за губернатор на Щетин.
Със съдействието на руската императрица Елисавета Петровна през 1744 г. София Фредерика Августа бива сгодена за втория си братовчед Петър III Фьодорович (херцог Холщайн-Готорп), престолонаследник. Бракът е резултат от редица добре обмислени дипломатически ходове, дело на граф Йохан Херман Лесток, лелята и тогавашна императрица Елисавета и Фридрих II, крал на Прусия. Граф Лесток и Фридрих II имат малко по-различна цел от тази на императрицата и тя е да се подобрят отношенията между Прусия и Русия с цел да се отслаби австрийското влияние и да се свали руският канцлер Бестужев, на когото императрица Елисавета има огромно доверие и който е един от радетелите за добри руско–австрийски отношения.
София за първи път среща Петър III на десетгодишна възраст, когато той е 11-годишен. За тази среща тя пише, че намира Петър за доста омразен на вид човек. Не го харесва най-вече заради това, че той има доста блед вид и голяма пристрастеност към алкохола на такава млада възраст. През януари 1744 г. тя заминава за Русия заедно с майка си и полага големи усилия да опознае езика и живота на страната. Въпреки неодобрението на баща си приема православието и името Екатерина Алексеевна.
Като цяло императрица Елисавета много добре познава цялото семейство на София, тъй като тя самата е била сгодена за принца на Сакс-Ваймар-Айзенах Карл Август, брат на Йохана Елизабет. Той умира през 1727 г. от едра шарка, преди сватбата. Въпреки всичко императрица Елисавета е възхитена и пленена от София, която с пристигането си в Русия не жали усилия да спечели благоразположението ѝ, както и на съпруга си Петър III и на руския народ. София се отдава на ученето на руски език до такава степен, че става през нощта и разхождайки се боса в покоите, преговаря научените си уроци (въпреки че знае перфектно руски и може да говори дори с акцент). В резултат на това обаче се разболява от пневмония през март 1744 г. В мемоарите си пише, че с идването си в Русия е била твърдо решена да направи всичко необходимо и да твърди, че вярва в онова, което се изисква от нея, за да бъде достойна да носи короната.
С пристигането си в Русия тя се разболява тежко от плеврит, който едва не отнема живота ѝ. Знае се, че е лекувана чрез пускане на кръв, именно на това, според нея, тя дължи живота си. Майка ѝ е против тази практика и дори кара дъщеря си да се изповяда пред лутерански свещеник, но Екатерина отговоря: „Не желая да бъда изповядана от лютерански свещеник, а от православен“. Това до голяма степен издига Екатерина в очите на императрица Елисавета. На 21 август 1745 г. Петър и Екатерина се женят в Санкт Петербург, след което установяват двора си (т.нар. „млад двор“) в Ораниенбаум (днес град Ломоносов). Бракът на Екатерина и Петър се оказва несполучлив и дълго остава и неконсумиран поради физически недъг на съпруга. Все пак след известно време проблемът е преодолян и през 1754 г. се ражда престолонаследник – Павел Петрович (по-късно Павел I). Двамата съпрузи бързо охладняват един към друг и започват извънбрачни връзки. Петър взема за любовница Елизавета Воронцова, а Катерина има любовна връзка с множество фаворити, сред които: Сергей Салтыков, Григорий Орлов (1734 – 1783), Александър Василчиков, Григорий Потьомкин, Станислав Понятовски,. Тя се сприятелява с Екатерина Воронцова-Дашкова, сестра на любовницата на мъжа ѝ, която я свързва с различни политически групировки, настроени срещу Петър.
Майката на София, принцеса Йохана взема активно участие в дворцовия живот и дипломатическите интриги в императорския двор. В историята тя бива описана като студена, високомерна жена, обичаща клюките и дворцовите интриги. Жаждата ѝ за слава е толкова голяма, че тя жадува по най-бърз начин да възкачи дъщеря си Екатерина като императрица на Русия. С действията си тя провокира императрица Елисавета да я обвини в шпионаж в полза на крал Фридрих от Прусия, да ѝ заповяда да замине, за да няма достъп до дъщеря си и никога повече да не се връща в Русия.

## Царуване на Петър III
След смъртта на императрица Елисавета на 5 януари 1762 г.* Петър III става император на Русия, като поставя начало на династията Холщайн-Готорп-Романов, но се задържа на власт само шест месеца. С некомпетентната си политика само за няколко месеца си спечелва неодобрението на аристокрацията, духовенството и армията. Въпреки че в Седемгодишната война Русия побеждава Прусия на бойното поле, поради възхищението си от Фридрих II Петър III сключва неизгоден мир (1762), без да получи никакви територии. Това кара руския народ все по-малко да го одобрява като император. Екатерина подозира, че той се готви да се разведе с нея и поради това организира заговор за отстраняването му. Заедно с любовника си Григорий Орлов през юли 1762 г. тя подготвя бунт на гвардията и принуждава Петър ІІІ да абдикира, а тя се провъзгласява за императрица под името Екатерина II. Малко по-късно Петър ІІІ умира в Ропша при неясни обстоятелства, като се подозира, че това става по нейна заповед. Въпреки че не е пряка потомка на руски император, Екатерина наследява съпруга си като императорски регент. Това се основава на прецедент, свързан с това, че през 1725 г. Екатерина I, родена в нисшите класи в шведско–балтийските територии, наследява своя съпруг Петър Велики на трона.
Често историците дебатират, че статусът на Екатерина по-скоро наподобява този на регент или узурпатор. Именно поради това известен брой противници на Екатерина се събират около фигурата на сина ѝ Великия княз Павел, когото смятат да сложат на трона и да ограничат властта му, като се създаде конституционна монархия. Това не се случва и Екатерина управлява до смъртта си.

## Вътрешна политика
Екатерина II се заобикаля със способни, енергични и интелигентни сановници: Никита Панин, Пьотр Румянцев, Григорий Потьомкин, Александър Безбородко, Александър Суворов и други. Общува с много видни свои съвременници – Волтер, Дени Дидро и други.
През 1767 г. Екатерина II свиква специална комисия, която трябва да реформира и кодифицира законодателството, и съставя за нея специален „Наказ“ (ръководство), като използва много от прогресивните идеи на европейските интелектуалци и мислители по онова време, като Шарл дьо Монтескьо, Волтер и Дени Дидро. Създава специална организация „Свободно икономическо дружество“ (1765 г.) за защита интересите на дворяните, започва прокарването на границите между владенията на помешчиците. Екатерина ІІ утвърждава наследствените съсловни права на дворянството, а крепостното право обхваща нови групи селяни. Тя извършва административна реформа, като създава системата на губерниите (1775 г.). Премахнати са и последните остатъци от автономията на Украйна.
При нейното царуване в южните части на Русия се води Селската война (1773 – 1775 г.), въстание на казаци и селяни под ръководството на Емелян Пугачов, който се представя за цар Петър III. Бунтът е потушен с твърдост и жестокости.
През 1791 г. е създадена Линия на уседналост с цел цялото еврейско население на страната да бъде концентрирано в определена територия.

## Войни с Османската империя
С успеха си в Руско-турската война от 1768 – 1774 г. Руската империя завзема значителни територии северно от Черно море и придобива възможности за намеса в работите на Османската империя, най-вече на Балканите. По време на войната османците претърпяват някои от най-тежките поражения в историята си, сред които битките при Чешме и Кахул (1770 г.). Руски войски, командвани от Александър Суворов, за пръв път преминават на юг от река Дунав. Като резултат от войната Русия получава достъп до Черно море, като заема слабонаселените степни области на днешна Южна Украйна, наречени Новорусия, където са основани градовете Одеса, Николаев, Екатеринослав (днес Днипро), Херсон. Съгласно Договора от Кючук Кайнарджа, Силистренско (21 юли 1774 г.), с който се прекратява Руско-турската война от 1768 – 1774 г., Русия, използвайки неточен превод на договора на френски, който разпространява, опитва да си присвои правото да защитава интересите на християните в Османската империя (виж Davison, Roderic H. “‘Russian Skill and Turkish Imbecility’: The Treaty of Kuchuk Kainardji Reconsidered.” Slavic Review, vol. 35, no. 3, 1976, pp. 463–83. JSTOR, https://doi.org/10.2307/2495120. Accessed 10 Dec. 2024.). Кримското ханство получава независимост от султана.
През 1783 г. Русия анексира Кримското ханство. Османците се опитват да се противопоставят, но Руско-турската война от 1787 – 1792 г. е катастрофална за тях и те трябва да се примирят със загубата на Кримския полуостров.

## Политика в Западна и Централна Европа
На европейската политическа сцена Екатерина II се опитва да действа като посредник в споровете между другите големи държави. Така през Войната за баварското наследство тя посредничи между Прусия и Австрия. През 1780 г. организира група държави, стремящи се да защитят неутралните кораби по време на Американската война за независимост.
През 1763 г. Екатерина II поставя бившия си любовник Станислав Понятовски на трона на Жечпосполита. Тя участва в трите поделби на Полша (1772 г., 1793 г., 1795 г.), при които Русия получава обширни територии от Литва, Западна Беларус и Западна Украйна.
От 1788 г. до 1790 г. Русия води поредната Руско-шведска война. Тя е предизвикана от Густав III, крал на Швеция и братовчед на Екатерина ІІ, който се надява лесно да надделее над руските войски, ангажирани във войната с Османската империя, и да превземе Санкт Петербург, но е силно затруднен от Балтийския флот. След намесата на Дания на страната на Русия през 1789 г. и битката при Свенскунд през 1790 г. е сключен мир, като са възстановени довоенните граници.

## Връзки с Япония
В Далечния изток към Камчатка и Курилските острови руснаците активно се занимават с лов и кожи, което довежда до засилен интерес от отваряне на търговски преговори с Япония за различни стоки и храна. През 1783 г. след буря, японски капитан на име Дайкокуя Кодаю акостира на Алеутски острови, по това време територия на Русия. В това руснаците виждат възможност за връзка с Япония. Именно за това и руското правителство решава да го използва като търговски пратеник. На 28 юни 1791 г. Екатерина ІІ дава аудиенция на Дайкокуя Кодаю в Царское Село, тогавашната ѝ резиденция. Впоследствие през 1792 г. руското правителство изпраща Адам Лаксман, водещ търговските преговори. Тогавашното управление на Япония от шогуна Токугава получава търговско предложение, но преговорите се провалят и така не се състоят по-нататъшни действия.

## Банково дело и финанси
През 1769 г. правителството дава задача на Асигнационната банка да започне да печата книжни пари. Банката отваря врати в два града – в Санкт-Петербург и Москва през 1769 г. След време се отварят и други банкови клонове в различни градове, наричани по онова време правителствени градове.
Нуждата от тези хартиени пари изниква поради голямото харчене от правителството за военни нужди, което довежда до недостиг на сребро в хазната (провежданите сделки и особено външната търговия изцяло се е водила дотогава със сребърни и златни монети. Хартиените рубли започват да се използват също толкова добре, колкото и сребърните рубли като и двете валути са имали еднакъв обменен курс. Използването на тези пари продължава до 1849 г.

## Изкуство и култура
Екатерина II е имала репутацията на покровителка на изкуствата, литературата и образованието. Най-известният и голям музей в Русия, Ермитажа, който се намира във и обхваща целия Зимен дворец в Санкт-Петербург, възниква като частна колекция на императрицата. По идея на Иван Бецкой, Екатерина ІІ написва ръководство за обучение на малки деца, черпейки от идеите на Джон Лок и основания през 1764 г. известен институт Смолни. Екатерина ІІ е известна още и с писането на комедии, фантастика и мемоари.
По време на управлението ѝ руснаците започват да изучават много класически произведения, идващи от Европа и тамошните течения, под влиянието на които се случва и така важният за Русия период на Просвещението. Тя дори става покровителка на руската опера.

## Личен живот
През дългото си управление тя има много любовници, които често издига на високи постове за времето, за което те представляват интерес за нея, а след това ги пенсионира с много дарове, като имоти и крепостни селяни. Процентът на изхарчените пари в царския двор се увеличава от 10,4% през 1767 г., 11,4% през 1781 г. и до 13,5% до 1795 г. През цялото това време Екатерина ІІ раздава около 66 000 крепостни селяни през периода 1767 – 1772 г., 202 000 през 1773 – 1793 г., както и 100 000 крепостници в един ден на 18 август 1795 г.

## Литературна дейност
Екатерина II проявява и литературно-публицистични способности. Под нейно ръководство излиза сатиричното списание „От всякъде по нещо“. Оставя драматични съчинения:
- Комедии: „О, време!“, „Измамникът“, „Именният ден на г-жа Ворчалкина“ и др.
- Приказки за деца: „Приказка за царския син Хлор“, „Приказка за царския син Тевей“.
- Исторически произведения: „Записки за руската история“, „Антидот“ и др.

Нейните „Записки“ и допълненията към тях са интересен източник за историята на ранните години от живота ѝ и началото на царуването ѝ.